# Lista de municípios de Santa Catarina por IDH-M

Mapa do IDH de Santa Catarina.Legenda:
Muito alto (11 municípios)
Alto (246 municípios)
Médio (38 municípios)
Baixo (nenhum município)
Muito baixo (nenhum município)

Esta é uma lista de municípios do estado brasileiro de Santa Catarina por Índice de Desenvolvimento Humano (IDH), segundo dados do Programa da Nações Unidas para o Desenvolvimento (PNUD) datados do ano 2010. De acordo com os dados de 2010, o município com o maior Índice de Desenvolvimento Humano no estado de Santa Catarina era Florianópolis, com um índice de 0,847 (considerado muito alto), e o município com o menor índice foi Cerro Negro, com um índice de 0,621 (considerado médio). De todos os municípios do estado, 11 municípios registraram um IDH muito alto, enquanto 246 apresentaram um IDH alto, 38 IDH médio e nenhum município IDH baixo ou muito baixo.
O cálculo do índice é composto a partir de dados de expectativa de vida ao nascer (IDH-L), educação (IDH-E), e PIB em Paridade do Poder de Compra per capita (IDH-R) recolhidos em nível nacional ou regional, e possui o objetivo de medir o padrão de vida. O índice foi desenvolvido em 1990 pelos economistas Amartya Sen e Mahbub ul Haq, e vem sendo usado desde 1993 pelo Programa das Nações Unidas para o Desenvolvimento (PNUD).
O Índice de Desenvolvimento Humano varia de 0 até 1, e nesta lista é dividido em cinco categorias: IDH muito alto (0,800 – 1,000), IDH alto (0,700 – 0,799), IDH médio (0,600  0,699), IDH baixo (0,500 – 0,599) e IDH muito baixo (0,000 – 0,499).

## Lista

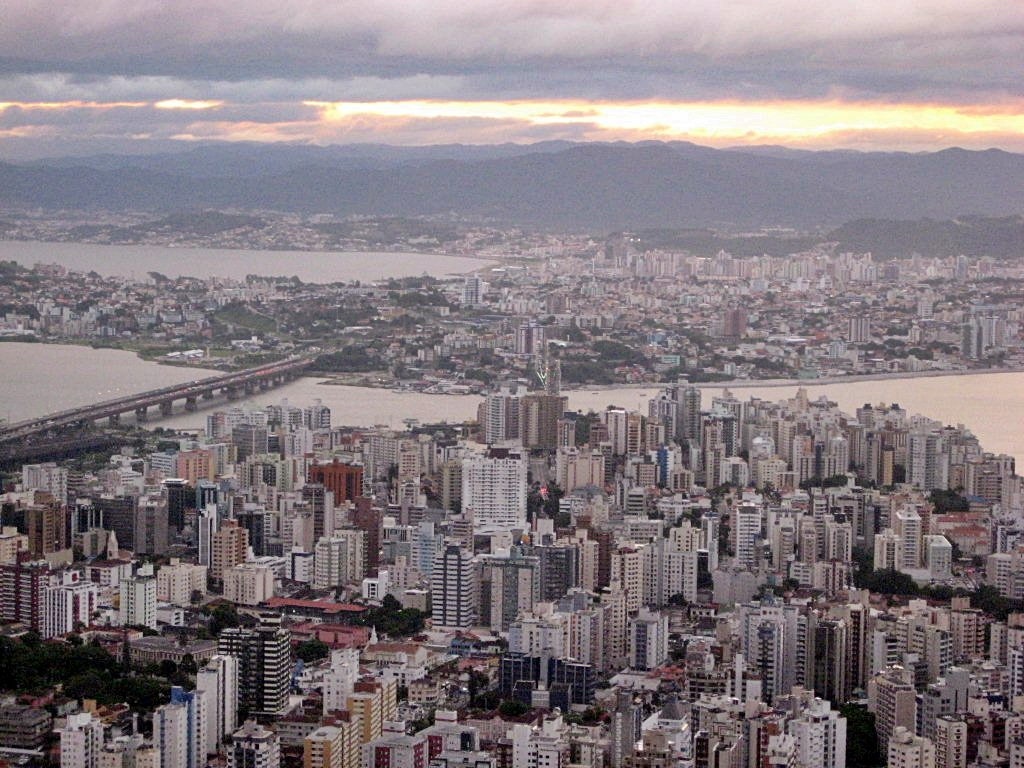
Centro de Florianópolis.

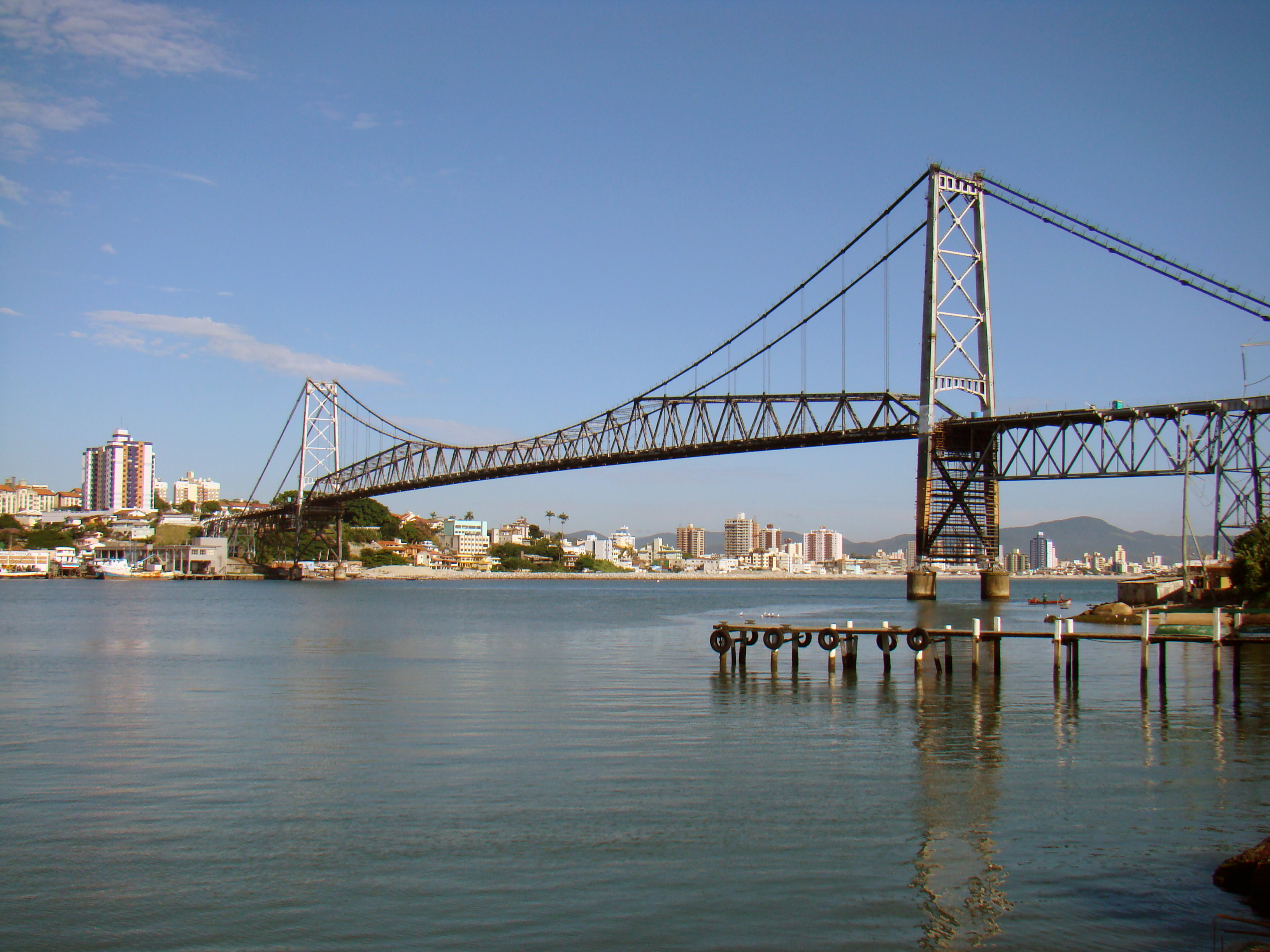
Ponte Hercílio Luz em Florianópolis.

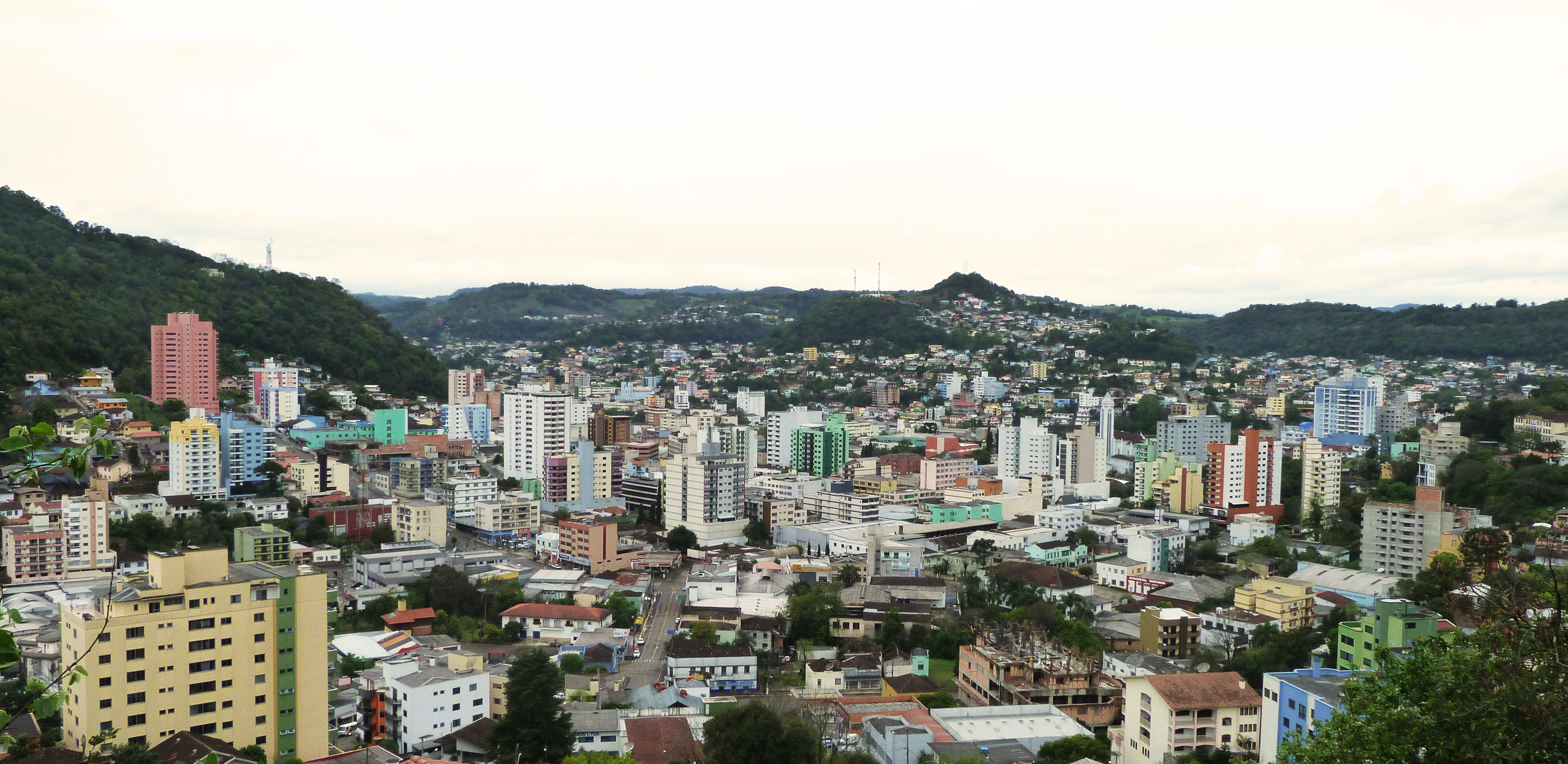
Vista de Joaçaba.

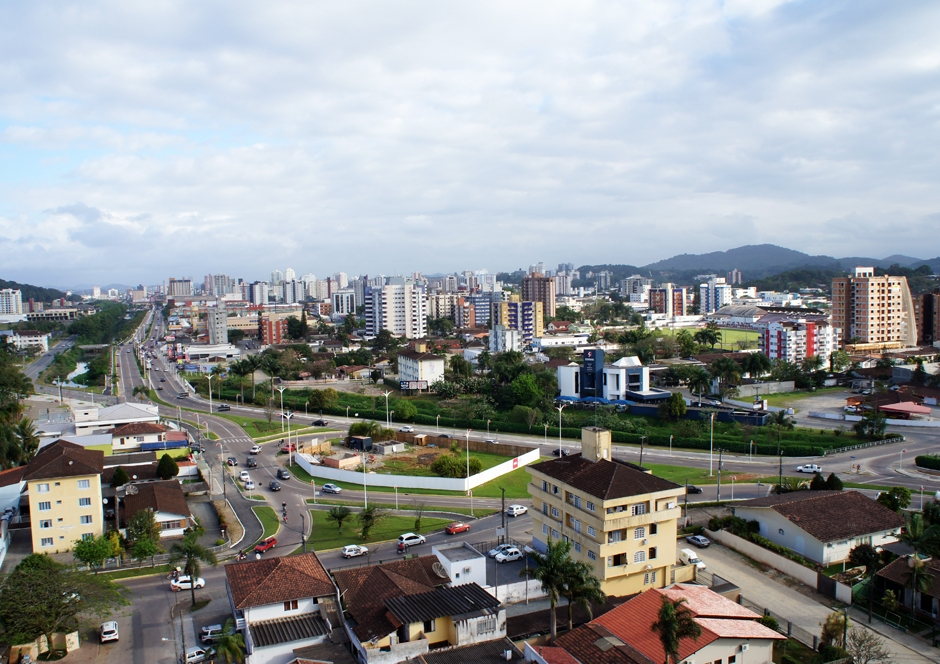
Vista de Joinville, maior cidade de Santa Catarina.

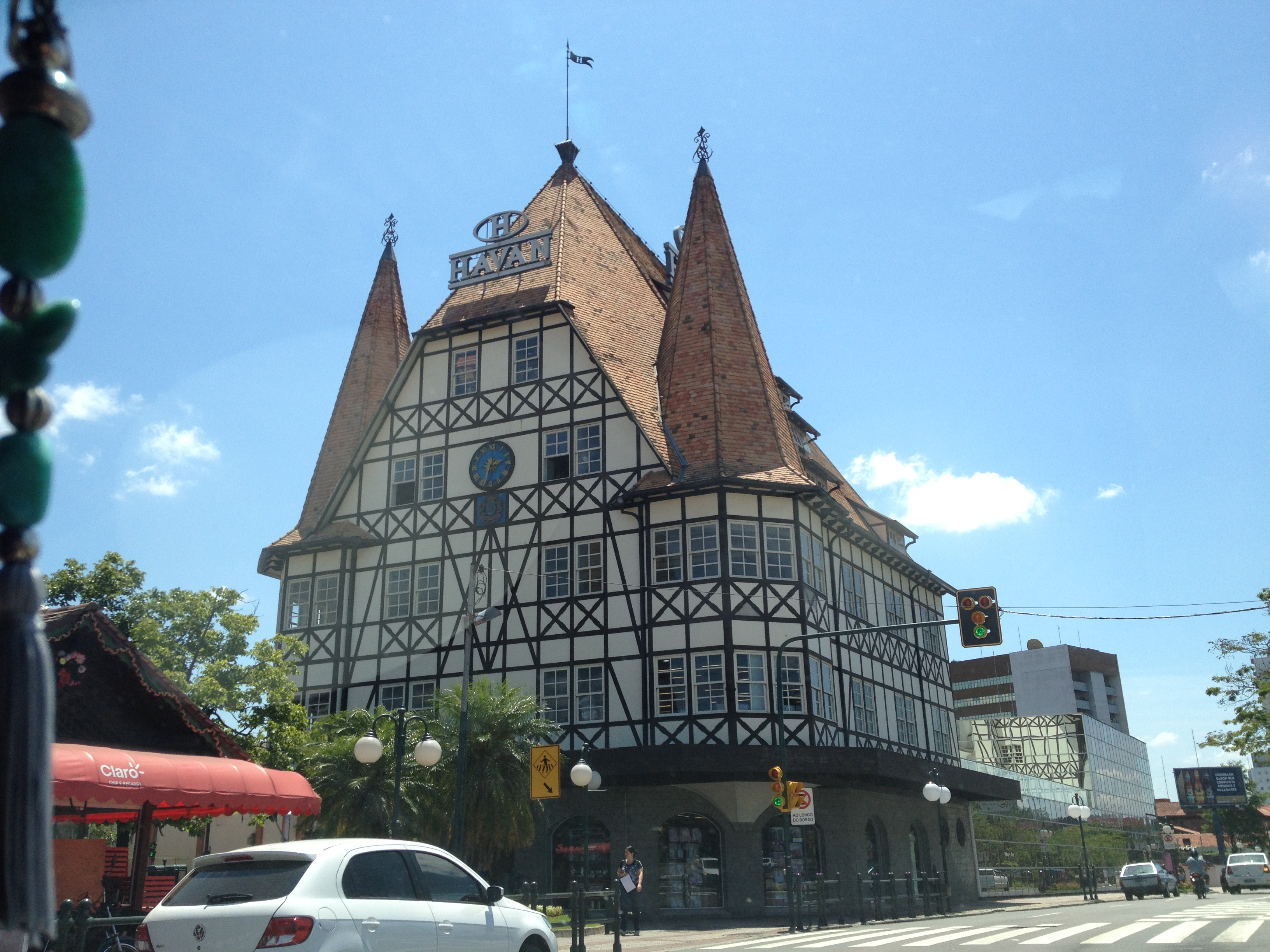
Haus Moellmann em Blumenau.

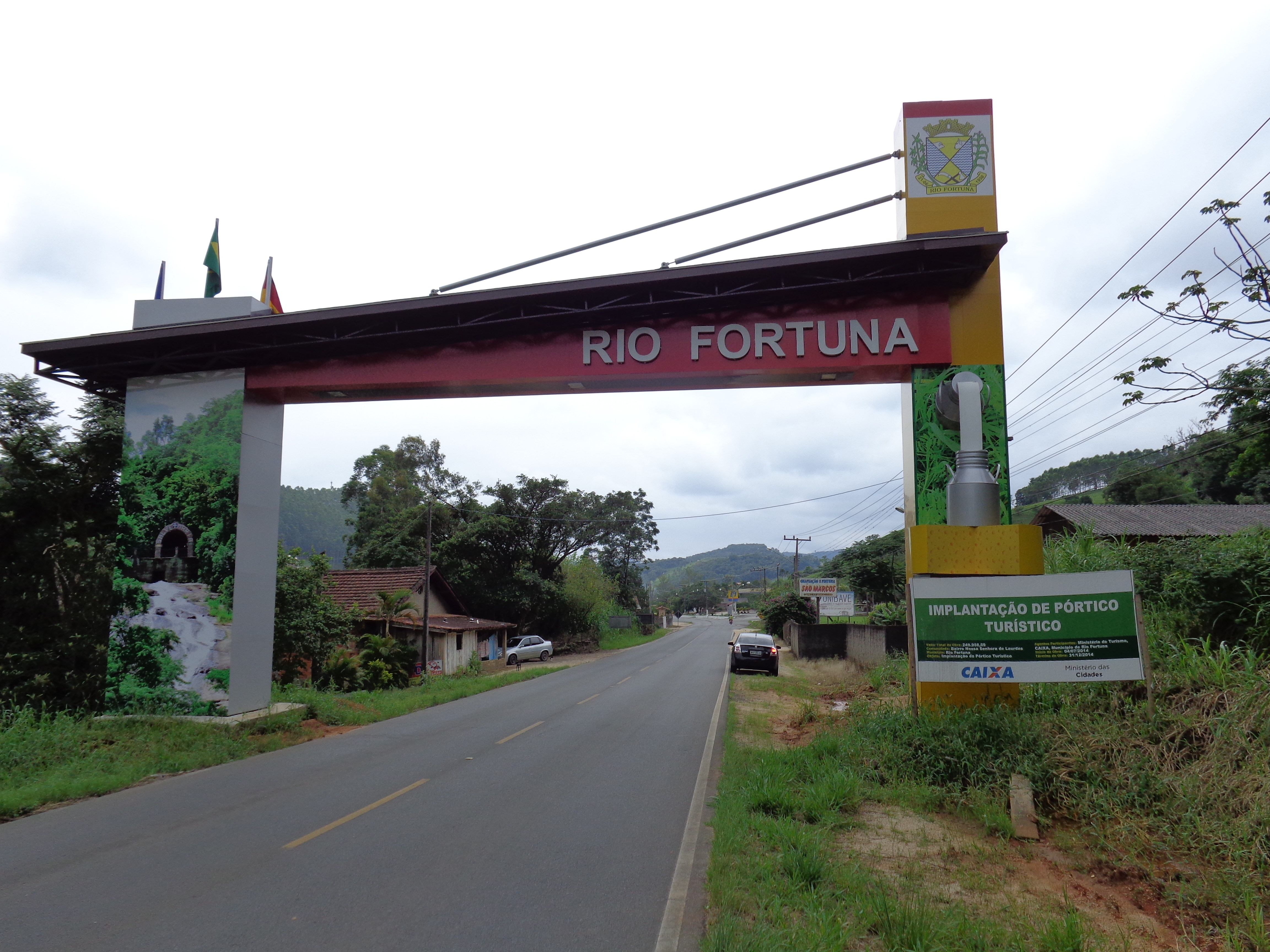
Entrada de Rio Fortuna.

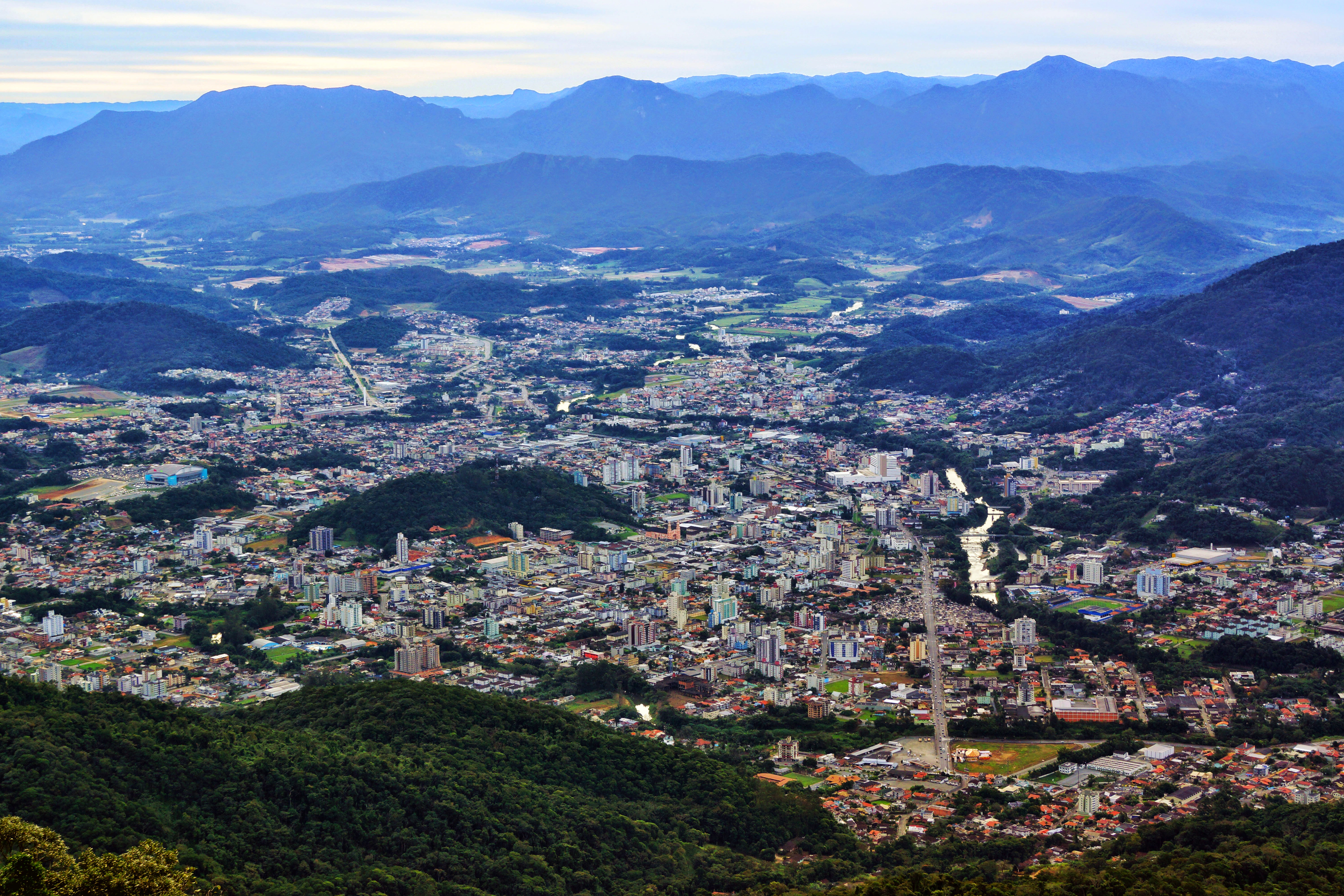
Vista aérea de Jaraguá do Sul.

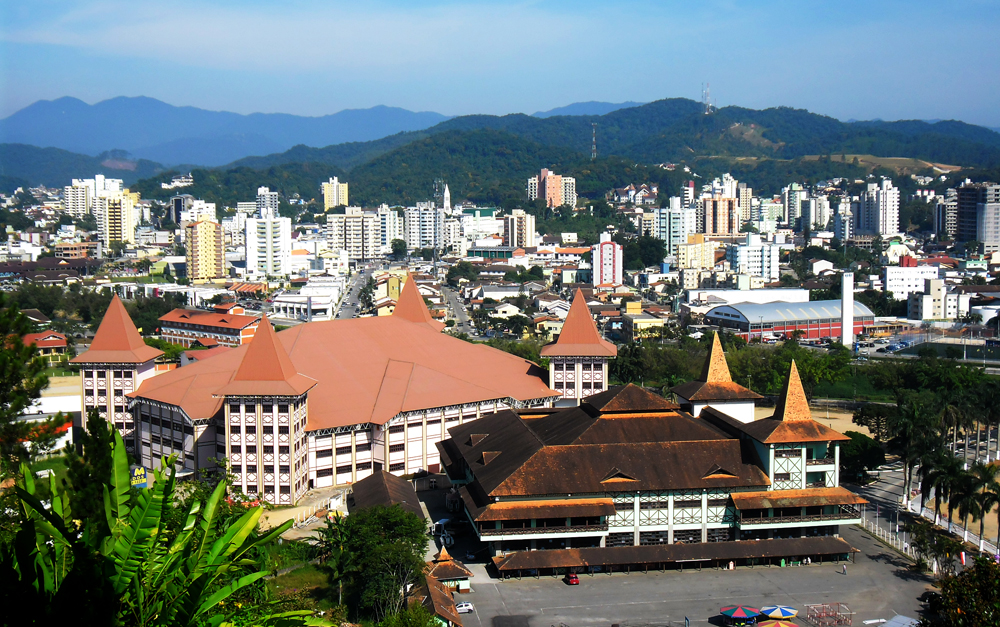
Vista do centro de Brusque.

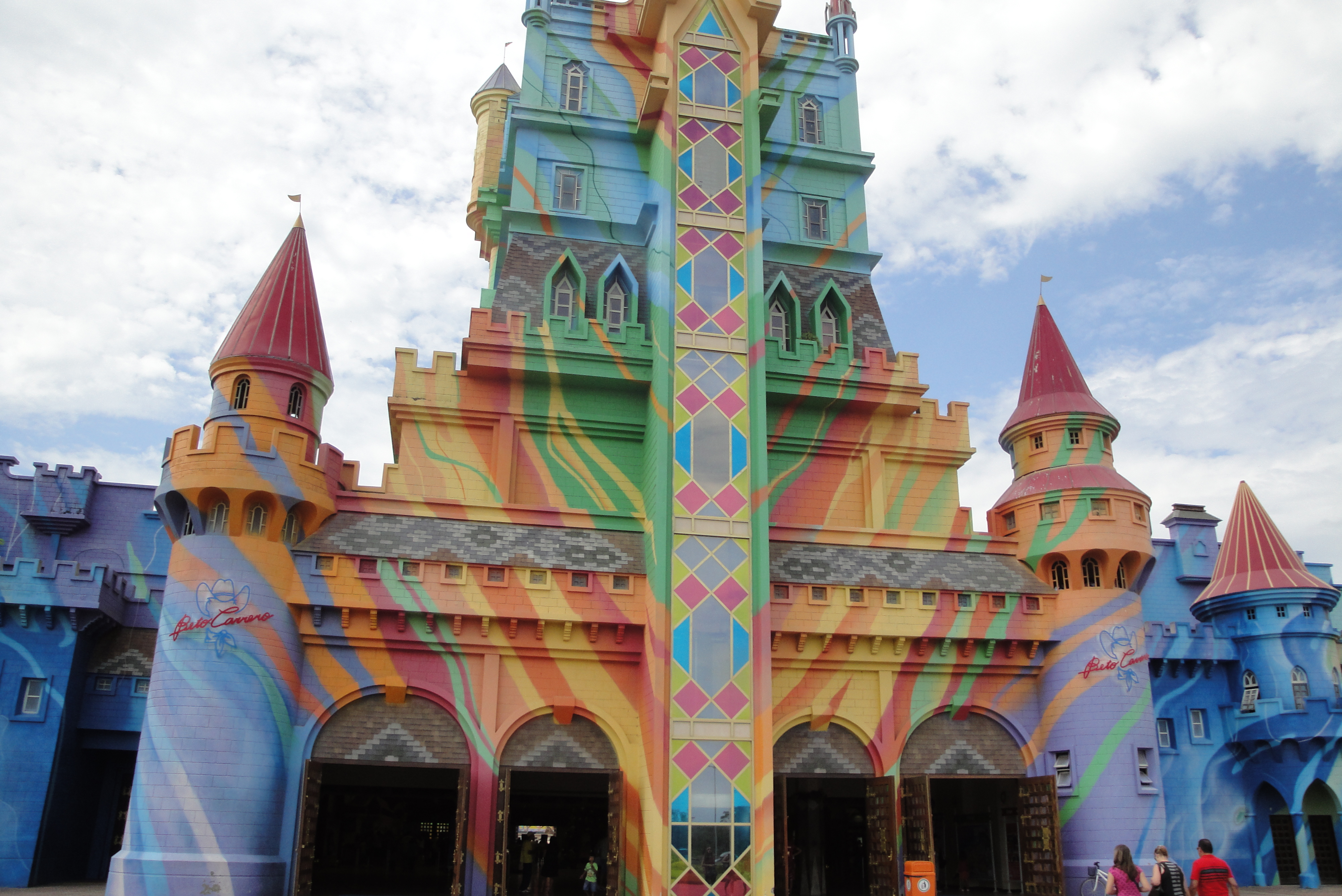
Castelo do Beto Carrero World em Penha.

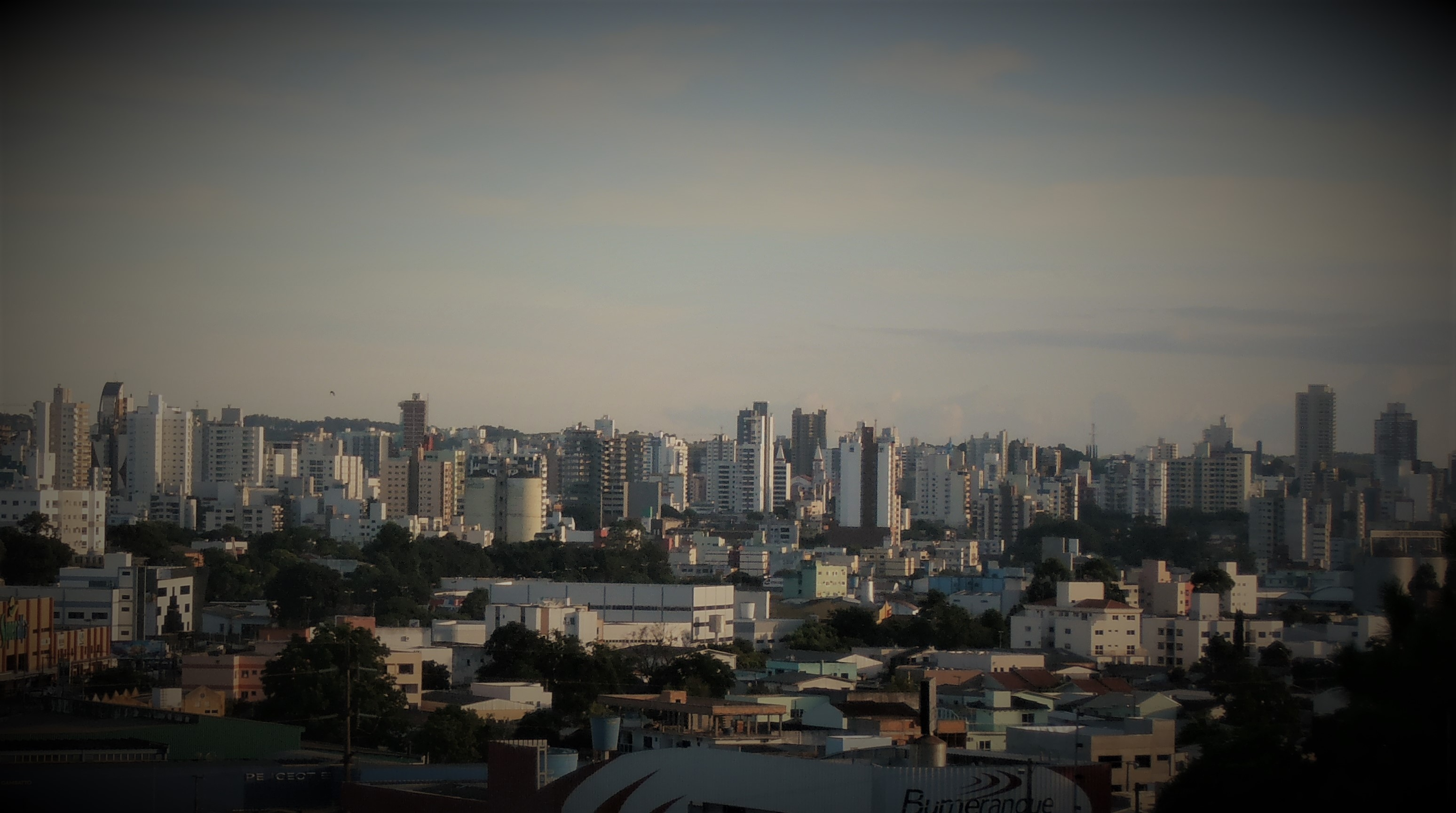
Centro de Chapecó em 2017

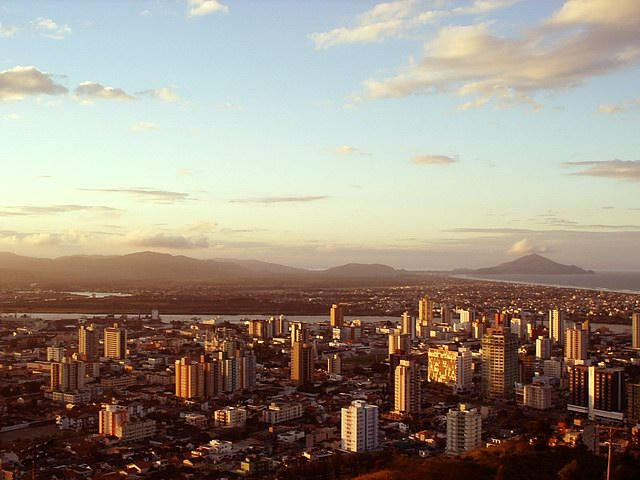
Imagem aérea de Itajaí.

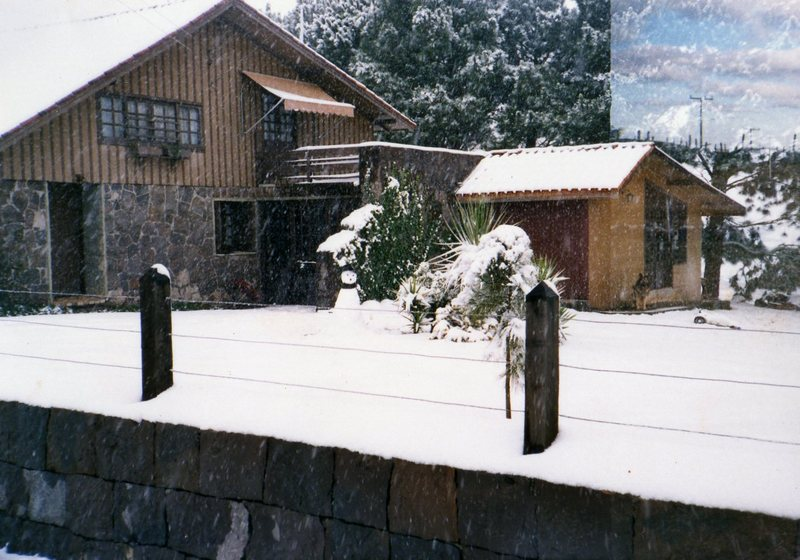
Casa em São Joaquim.

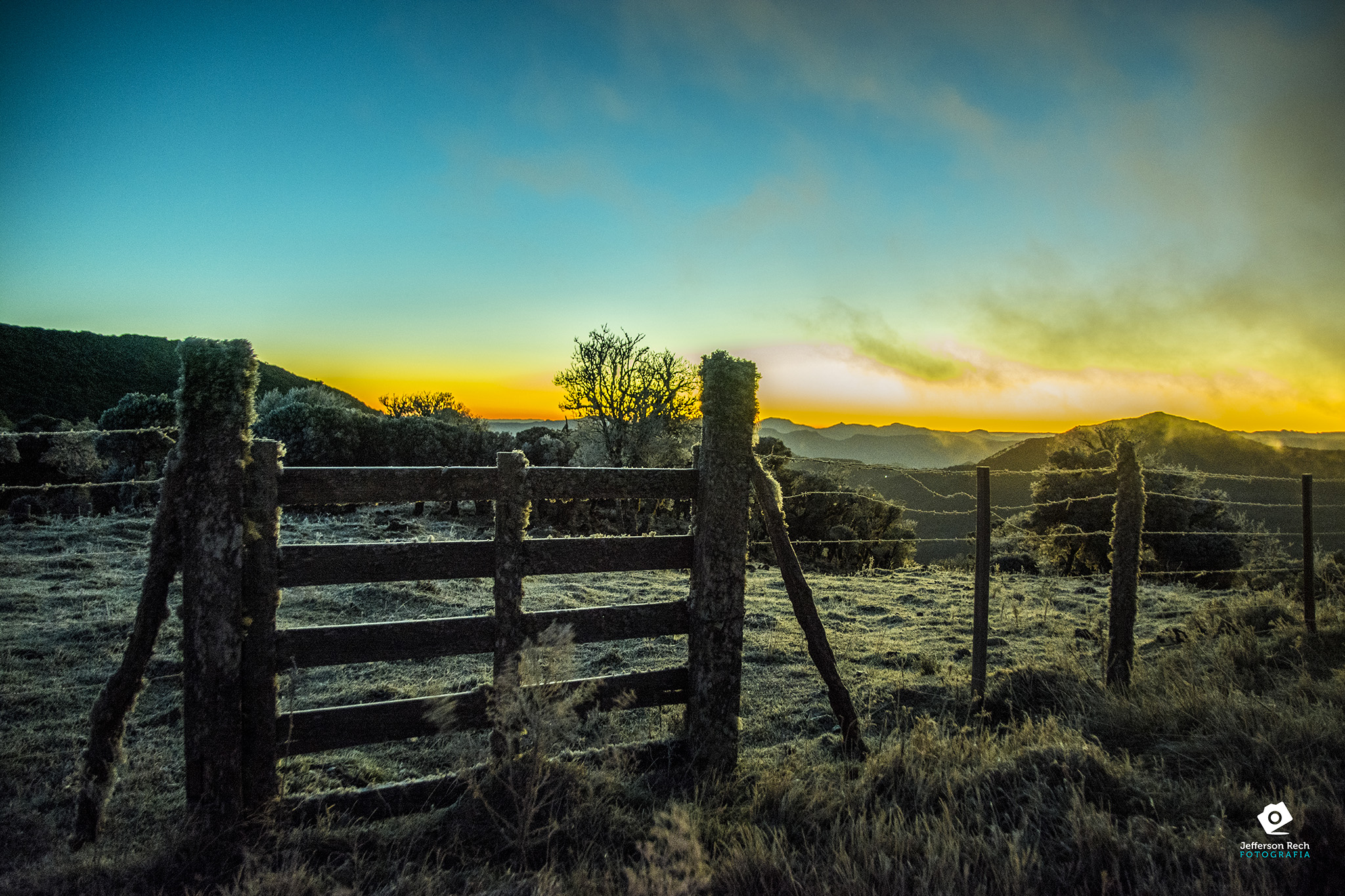
Urupema, a cidade mais fria do Brasil.

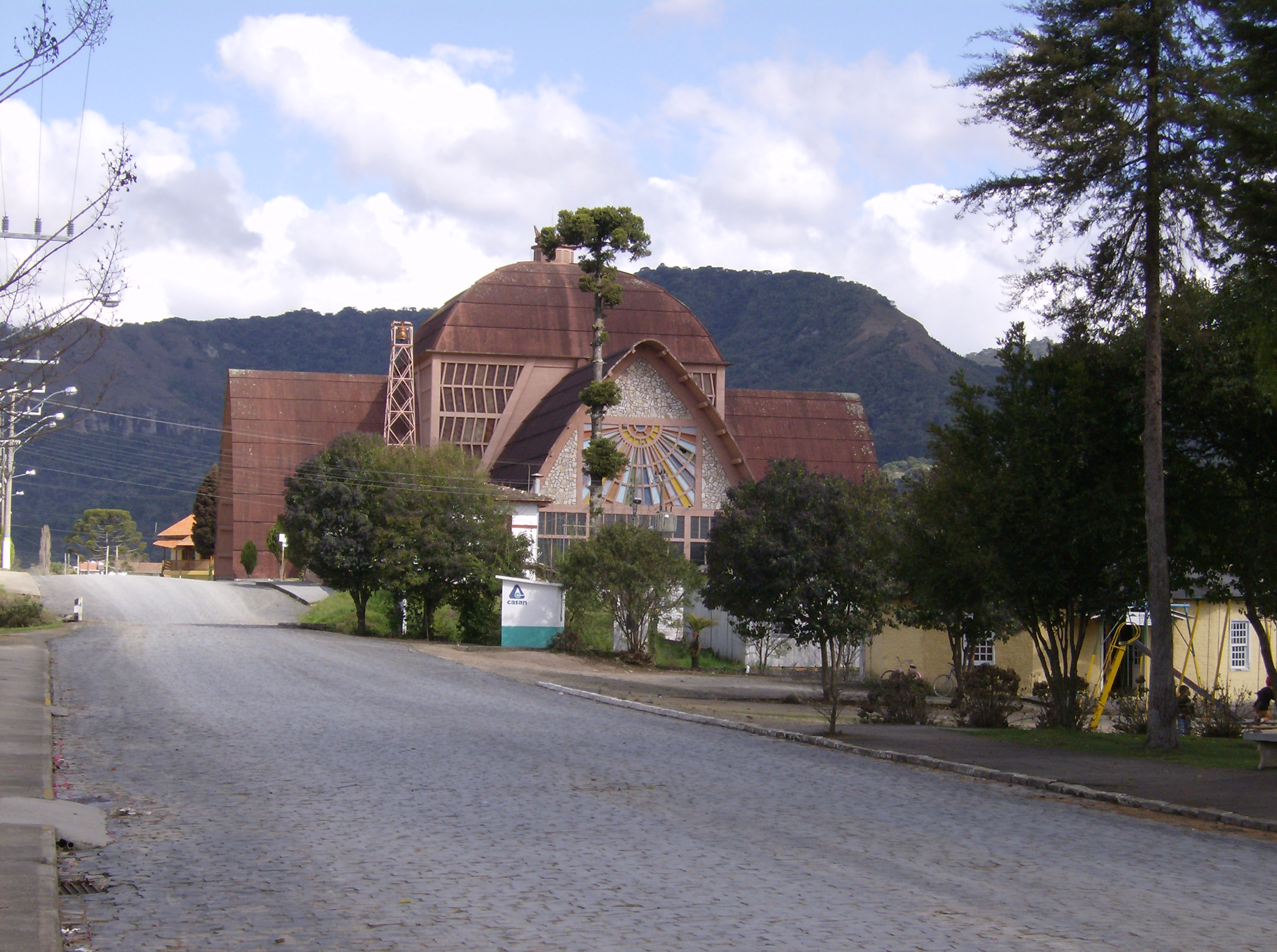
Rua em Urubici.

| Posição          | Município                    | Dados de 2010    | Dados de 2010    | Dados de 2010    | Dados de 2010    |
| Posição          | Município                    | IDH municipal    | IDH renda        | IDH longevidade  | IDH educação     |
| IDH-M muito alto | IDH-M muito alto             | IDH-M muito alto | IDH-M muito alto | IDH-M muito alto | IDH-M muito alto |
| ---------------- | ---------------------------- | ---------------- | ---------------- | ---------------- | ---------------- |
| 1                | Florianópolis                | 0,847            | 0,870            | 0,873            | 0,800            |
| 2                | Balneário Camboriú           | 0,845            | 0,854            | 0,894            | 0,789            |
| 3                | Joaçaba                      | 0,827            | 0,823            | 0,891            | 0,771            |
| 4                | Joinville                    | 0,809            | 0,795            | 0,889            | 0,749            |
| 4                | São José                     | 0,809            | 0,799            | 0,880            | 0,752            |
| 6                | Blumenau                     | 0,806            | 0,812            | 0,894            | 0,722            |
| 6                | Rio Fortuna                  | 0,806            | 0,848            | 0,850            | 0,727            |
| 8                | Jaraguá do Sul               | 0,803            | 0,793            | 0,865            | 0,755            |
| 9                | Rio do Sul                   | 0,802            | 0,793            | 0,894            | 0,727            |
| 10               | São Miguel do Oeste          | 0,801            | 0,787            | 0,884            | 0,739            |
| 11               | Concórdia                    | 0,800            | 0,777            | 0,872            | 0,756            |
| IDH-M alto       |                              |                  |                  |                  |                  |
| 12               | Itapema                      | 0,796            | 0,788            | 0,881            | 0,727            |
| 12               | Tubarão                      | 0,796            | 0,788            | 0,866            | 0,740            |
| 14               | Brusque                      | 0,795            | 0,794            | 0,894            | 0,707            |
| 14               | Iomerê                       | 0,795            | 0,754            | 0,891            | 0,749            |
| 14               | Itajaí                       | 0,795            | 0,778            | 0,884            | 0,730            |
| 14               | Treze Tílias                 | 0,795            | 0,838            | 0,874            | 0,685            |
| 18               | Chapecó                      | 0,790            | 0,779            | 0,871            | 0,727            |
| 19               | Luzerna                      | 0,789            | 0,781            | 0,877            | 0,718            |
| 20               | Criciúma                     | 0,788            | 0,786            | 0,846            | 0,737            |
| 21               | Porto União                  | 0,786            | 0,752            | 0,891            | 0,724            |
| 22               | Salto Veloso                 | 0,784            | 0,778            | 0,880            | 0,705            |
| 22               | Timbó                        | 0,784            | 0,807            | 0,856            | 0,697            |
| 24               | Pinhalzinho                  | 0,783            | 0,758            | 0,886            | 0,716            |
| 25               | São Bento do Sul             | 0,782            | 0,763            | 0,871            | 0,719            |
| 26               | Bombinhas                    | 0,781            | 0,753            | 0,864            | 0,732            |
| 26               | Lacerdópolis                 | 0,781            | 0,763            | 0,883            | 0,708            |
| 26               | Maravilha                    | 0,781            | 0,758            | 0,886            | 0,708            |
| 26               | Santo Amaro da Imperatriz    | 0,781            | 0,753            | 0,890            | 0,710            |
| 30               | Braço do Trombudo            | 0,780            | 0,766            | 0,883            | 0,702            |
| 30               | Cocal do Sul                 | 0,780            | 0,747            | 0,859            | 0,740            |
| 30               | Corupá                       | 0,780            | 0,768            | 0,873            | 0,707            |
| 30               | Pomerode                     | 0,780            | 0,780            | 0,886            | 0,687            |
| 34               | Seara                        | 0,779            | 0,804            | 0,872            | 0,674            |
| 35               | Braço do Norte               | 0,778            | 0,746            | 0,881            | 0,716            |
| 36               | Indaial                      | 0,777            | 0,767            | 0,873            | 0,701            |
| 36               | Mafra                        | 0,777            | 0,738            | 0,880            | 0,723            |
| 36               | Pinheiro Preto               | 0,777            | 0,762            | 0,866            | 0,712            |
| 39               | Itapiranga                   | 0,775            | 0,766            | 0,842            | 0,723            |
| 39               | Trombudo Central             | 0,775            | 0,760            | 0,880            | 0,696            |
| 39               | Xanxerê                      | 0,775            | 0,760            | 0,861            | 0,711            |
| 42               | Massaranduba                 | 0,774            | 0,749            | 0,867            | 0,714            |
| 42               | Ouro                         | 0,774            | 0,774            | 0,884            | 0,677            |
| 42               | Siderópolis                  | 0,774            | 0,751            | 0,880            | 0,701            |
| 42               | Treviso                      | 0,774            | 0,737            | 0,882            | 0,714            |
| 46               | Serra Alta                   | 0,773            | 0,758            | 0,879            | 0,694            |
| 47               | Urussanga                    | 0,772            | 0,756            | 0,876            | 0,695            |
| 48               | Itá                          | 0,771            | 0,747            | 0,879            | 0,698            |
| 48               | Lajeado Grande               | 0,771            | 0,750            | 0,858            | 0,712            |
| 50               | Armazém                      | 0,770            | 0,743            | 0,882            | 0,698            |
| 50               | Lages                        | 0,770            | 0,755            | 0,867            | 0,697            |
| 50               | Presidente Castello Branco   | 0,770            | 0,813            | 0,883            | 0,637            |
| 53               | São Carlos                   | 0,769            | 0,763            | 0,867            | 0,688            |
| 53               | Schroeder                    | 0,769            | 0,750            | 0,855            | 0,710            |
| 55               | Maracajá                     | 0,768            | 0,752            | 0,861            | 0,699            |
| 55               | Nova Veneza                  | 0,768            | 0,741            | 0,869            | 0,703            |
| 57               | Capivari de Baixo            | 0,767            | 0,724            | 0,870            | 0,716            |
| 58               | Peritiba                     | 0,766            | 0,762            | 0,882            | 0,669            |
| 59               | Gaspar                       | 0,765            | 0,770            | 0,889            | 0,655            |
| 59               | Imbituba                     | 0,765            | 0,734            | 0,868            | 0,703            |
| 59               | Nova Erechim                 | 0,765            | 0,767            | 0,851            | 0,686            |
| 59               | São Domingos                 | 0,765            | 0,769            | 0,861            | 0,675            |
| 63               | Arroio Trinta                | 0,764            | 0,781            | 0,873            | 0,653            |
| 63               | Videira                      | 0,764            | 0,772            | 0,857            | 0,675            |
| 65               | São Francisco do Sul         | 0,762            | 0,740            | 0,856            | 0,699            |
| 66               | Itapoá                       | 0,761            | 0,739            | 0,874            | 0,682            |
| 66               | São João do Oeste            | 0,761            | 0,756            | 0,873            | 0,668            |
| 66               | Taió                         | 0,761            | 0,749            | 0,879            | 0,670            |
| 66               | Zortéa                       | 0,761            | 0,752            | 0,885            | 0,661            |
| 70               | Araranguá                    | 0,760            | 0,745            | 0,853            | 0,691            |
| 70               | Modelo                       | 0,760            | 0,751            | 0,886            | 0,659            |
| 70               | Porto Belo                   | 0,760            | 0,750            | 0,886            | 0,660            |
| 70               | Tijucas                      | 0,760            | 0,747            | 0,873            | 0,672            |
| 74               | Iporã do Oeste               | 0,759            | 0,743            | 0,847            | 0,695            |
| 75               | Presidente Getúlio           | 0,759            | 0,764            | 0,874            | 0,654            |
| 76               | Faxinal dos Guedes           | 0,758            | 0,746            | 0,863            | 0,676            |
| 76               | Herval d'Oeste               | 0,758            | 0,740            | 0,859            | 0,684            |
| 76               | Piratuba                     | 0,758            | 0,736            | 0,829            | 0,714            |
| 79               | Canoinhas                    | 0,757            | 0,717            | 0,874            | 0,692            |
| 79               | Gravatal                     | 0,757            | 0,726            | 0,877            | 0,681            |
| 79               | Palhoça                      | 0,757            | 0,752            | 0,859            | 0,672            |
| 79               | Santa Rosa de Lima           | 0,757            | 0,726            | 0,843            | 0,710            |
| 83               | Balneário Piçarras           | 0,756            | 0,745            | 0,869            | 0,668            |
| 84               | Alto Bela Vista              | 0,755            | 0,734            | 0,882            | 0,664            |
| 84               | Orleans                      | 0,755            | 0,749            | 0,873            | 0,657            |
| 84               | São Ludgero                  | 0,755            | 0,756            | 0,834            | 0,683            |
| 84               | Saudades                     | 0,755            | 0,723            | 0,850            | 0,700            |
| 88               | Cunhataí                     | 0,754            | 0,777            | 0,886            | 0,623            |
| 88               | Guabiruba                    | 0,754            | 0,750            | 0,876            | 0,653            |
| 88               | Rio do Oeste                 | 0,754            | 0,769            | 0,892            | 0,625            |
| 88               | Rodeio                       | 0,754            | 0,769            | 0,889            | 0,626            |
| 92               | Forquilhinha                 | 0,753            | 0,754            | 0,861            | 0,657            |
| 92               | Garopaba                     | 0,753            | 0,737            | 0,868            | 0,668            |
| 92               | Rancho Queimado              | 0,753            | 0,743            | 0,893            | 0,644            |
| 95               | Capinzal                     | 0,752            | 0,742            | 0,869            | 0,659            |
| 95               | Laguna                       | 0,752            | 0,715            | 0,871            | 0,682            |
| 95               | Tunápolis                    | 0,752            | 0,728            | 0,830            | 0,704            |
| 95               | Xaxim                        | 0,752            | 0,737            | 0,871            | 0,662            |
| 99               | Guaraciaba                   | 0,751            | 0,754            | 0,871            | 0,646            |
| 99               | Guaramirim                   | 0,751            | 0,748            | 0,885            | 0,641            |
| 99               | Planalto Alegre              | 0,751            | 0,731            | 0,881            | 0,659            |
| 102              | Antônio Carlos               | 0,749            | 0,768            | 0,890            | 0,615            |
| 102              | Laurentino                   | 0,749            | 0,742            | 0,855            | 0,662            |
| 102              | São Lourenço do Oeste        | 0,749            | 0,748            | 0,807            | 0,695            |
| 102              | Xavantina                    | 0,749            | 0,772            | 0,861            | 0,632            |
| 106              | Ituporanga                   | 0,748            | 0,749            | 0,876            | 0,638            |
| 106              | Mondaí                       | 0,748            | 0,728            | 0,875            | 0,657            |
| 106              | Nova Trento                  | 0,748            | 0,749            | 0,891            | 0,628            |
| 109              | Cordilheira Alta             | 0,747            | 0,735            | 0,855            | 0,662            |
| 109              | Governador Celso Ramos       | 0,747            | 0,737            | 0,870            | 0,651            |
| 111              | Balneário Arroio do Silva    | 0,746            | 0,753            | 0,858            | 0,642            |
| 112              | Águas Frias                  | 0,745            | 0,728            | 0,860            | 0,661            |
| 113              | Coronel Freitas              | 0,744            | 0,732            | 0,860            | 0,653            |
| 113              | Salete                       | 0,744            | 0,737            | 0,803            | 0,695            |
| 115              | Descanso                     | 0,743            | 0,741            | 0,854            | 0,647            |
| 115              | Lindóia do Sul               | 0,743            | 0,747            | 0,865            | 0,636            |
| 115              | Marema                       | 0,743            | 0,748            | 0,862            | 0,636            |
| 115              | Penha                        | 0,743            | 0,739            | 0,867            | 0,640            |
| 119              | Ascurra                      | 0,742            | 0,739            | 0,868            | 0,636            |
| 119              | Campos Novos                 | 0,742            | 0,721            | 0,861            | 0,658            |
| 119              | Cunha Porã                   | 0,742            | 0,744            | 0,804            | 0,682            |
| 119              | Dona Emma                    | 0,742            | 0,762            | 0,862            | 0,622            |
| 119              | Irani                        | 0,742            | 0,715            | 0,847            | 0,675            |
| 119              | São Martinho                 | 0,742            | 0,754            | 0,830            | 0,654            |
| 125              | Agronômica                   | 0,741            | 0,774            | 0,884            | 0,595            |
| 125              | Içara                        | 0,741            | 0,732            | 0,861            | 0,645            |
| 127              | Benedito Novo                | 0,740            | 0,723            | 0,868            | 0,645            |
| 127              | Otacílio Costa               | 0,740            | 0,713            | 0,835            | 0,681            |
| 127              | São João Batista             | 0,740            | 0,739            | 0,865            | 0,634            |
| 127              | Turvo                        | 0,740            | 0,742            | 0,867            | 0,631            |
| 131              | Biguaçu                      | 0,739            | 0,733            | 0,836            | 0,659            |
| 132              | Barra Velha                  | 0,738            | 0,735            | 0,857            | 0,639            |
| 132              | Ilhota                       | 0,738            | 0,750            | 0,883            | 0,607            |
| 132              | Ipumirim                     | 0,738            | 0,747            | 0,853            | 0,631            |
| 132              | Meleiro                      | 0,738            | 0,734            | 0,808            | 0,679            |
| 132              | Morro da Fumaça              | 0,738            | 0,732            | 0,825            | 0,665            |
| 132              | Rio Negrinho                 | 0,738            | 0,710            | 0,848            | 0,668            |
| 132              | São João do Itaperiú         | 0,738            | 0,714            | 0,873            | 0,645            |
| 139              | Ibirama                      | 0,737            | 0,749            | 0,848            | 0,630            |
| 139              | Luiz Alves                   | 0,737            | 0,766            | 0,870            | 0,600            |
| 139              | Palmitos                     | 0,737            | 0,757            | 0,836            | 0,632            |
| 139              | Presidente Nereu             | 0,737            | 0,765            | 0,861            | 0,609            |
| 139              | Tangará                      | 0,737            | 0,748            | 0,867            | 0,617            |
| 144              | Grão-Pará                    | 0,736            | 0,749            | 0,846            | 0,630            |
| 144              | Ipira                        | 0,736            | 0,724            | 0,838            | 0,657            |
| 144              | Navegantes                   | 0,736            | 0,731            | 0,873            | 0,624            |
| 144              | Nova Itaberaba               | 0,736            | 0,753            | 0,876            | 0,605            |
| 148              | Caçador                      | 0,735            | 0,728            | 0,878            | 0,620            |
| 148              | Lauro Müller                 | 0,735            | 0,714            | 0,822            | 0,677            |
| 150              | São Pedro de Alcântara       | 0,734            | 0,757            | 0,846            | 0,618            |
| 151              | Arabutã                      | 0,733            | 0,744            | 0,863            | 0,614            |
| 151              | Atalanta                     | 0,733            | 0,736            | 0,802            | 0,668            |
| 151              | Aurora                       | 0,733            | 0,748            | 0,870            | 0,606            |
| 154              | Jaborá                       | 0,732            | 0,746            | 0,801            | 0,657            |
| 155              | Fraiburgo                    | 0,731            | 0,712            | 0,860            | 0,637            |
| 155              | São Bonifácio                | 0,731            | 0,729            | 0,860            | 0,622            |
| 155              | São José do Cedro            | 0,731            | 0,753            | 0,830            | 0,625            |
| 158              | Guarujá do Sul               | 0,730            | 0,732            | 0,833            | 0,639            |
| 158              | Quilombo                     | 0,730            | 0,712            | 0,832            | 0,656            |
| 160              | Rio do Campo                 | 0,729            | 0,741            | 0,803            | 0,650            |
| 160              | Rio dos Cedros               | 0,729            | 0,739            | 0,827            | 0,634            |
| 160              | Treze de Maio                | 0,729            | 0,729            | 0,881            | 0,602            |
| 163              | Balneário Gaivota            | 0,728            | 0,734            | 0,844            | 0,622            |
| 163              | Caibi                        | 0,728            | 0,737            | 0,830            | 0,631            |
| 163              | Pedras Grandes               | 0,728            | 0,715            | 0,870            | 0,621            |
| 163              | Santiago do Sul              | 0,728            | 0,731            | 0,811            | 0,652            |
| 163              | Sombrio                      | 0,728            | 0,729            | 0,858            | 0,617            |
| 168              | Santa Helena                 | 0,727            | 0,705            | 0,833            | 0,653            |
| 169              | Camboriú                     | 0,726            | 0,736            | 0,866            | 0,600            |
| 169              | Ermo                         | 0,726            | 0,708            | 0,808            | 0,670            |
| 171              | Agrolândia                   | 0,725            | 0,727            | 0,827            | 0,633            |
| 171              | Garuva                       | 0,725            | 0,717            | 0,830            | 0,640            |
| 171              | Ibiam                        | 0,725            | 0,737            | 0,820            | 0,631            |
| 174              | Botuverá                     | 0,724            | 0,741            | 0,848            | 0,604            |
| 175              | Águas Mornas                 | 0,723            | 0,731            | 0,853            | 0,606            |
| 175              | Erval Velho                  | 0,723            | 0,736            | 0,868            | 0,592            |
| 177              | Iraceminha                   | 0,722            | 0,710            | 0,845            | 0,628            |
| 178              | Curitibanos                  | 0,721            | 0,716            | 0,846            | 0,620            |
| 178              | Jaguaruna                    | 0,721            | 0,719            | 0,830            | 0,628            |
| 180              | Passo de Torres              | 0,720            | 0,695            | 0,869            | 0,618            |
| 180              | Pouso Redondo                | 0,720            | 0,728            | 0,857            | 0,598            |
| 180              | Timbé do Sul                 | 0,720            | 0,721            | 0,856            | 0,606            |
| 183              | Celso Ramos                  | 0,719            | 0,651            | 0,826            | 0,692            |
| 183              | Jupiá                        | 0,719            | 0,708            | 0,862            | 0,610            |
| 185              | Bom Jesus                    | 0,718            | 0,740            | 0,827            | 0,606            |
| 185              | Paial                        | 0,718            | 0,705            | 0,847            | 0,620            |
| 185              | Praia Grande                 | 0,718            | 0,692            | 0,840            | 0,636            |
| 185              | Vargem Bonita                | 0,718            | 0,705            | 0,801            | 0,656            |
| 189              | Guatambu                     | 0,717            | 0,716            | 0,823            | 0,626            |
| 189              | Tigrinhos                    | 0,717            | 0,688            | 0,846            | 0,633            |
| 191              | Balneário Barra do Sul       | 0,716            | 0,713            | 0,844            | 0,611            |
| 191              | Doutor Pedrinho              | 0,716            | 0,714            | 0,843            | 0,609            |
| 191              | Jacinto Machado              | 0,716            | 0,708            | 0,818            | 0,633            |
| 191              | Paulo Lopes                  | 0,716            | 0,707            | 0,865            | 0,600            |
| 191              | Petrolândia                  | 0,716            | 0,740            | 0,802            | 0,618            |
| 196              | Arvoredo                     | 0,715            | 0,713            | 0,842            | 0,610            |
| 196              | Formosa do Sul               | 0,715            | 0,728            | 0,845            | 0,593            |
| 198              | Campo Alegre                 | 0,714            | 0,677            | 0,845            | 0,636            |
| 198              | Catanduvas                   | 0,714            | 0,723            | 0,806            | 0,625            |
| 198              | Riqueza                      | 0,714            | 0,702            | 0,830            | 0,624            |
| 201              | Águas de Chapecó             | 0,713            | 0,712            | 0,811            | 0,629            |
| 201              | Imbuia                       | 0,713            | 0,716            | 0,840            | 0,602            |
| 203              | Bom Jesus do Oeste           | 0,712            | 0,725            | 0,830            | 0,601            |
| 204              | São Miguel da Boa Vista      | 0,710            | 0,733            | 0,795            | 0,615            |
| 204              | Witmarsum                    | 0,710            | 0,739            | 0,870            | 0,557            |
| 206              | Jardinópolis                 | 0,709            | 0,708            | 0,823            | 0,611            |
| 207              | Apiúna                       | 0,708            | 0,735            | 0,827            | 0,584            |
| 207              | Flor do Sertão               | 0,708            | 0,736            | 0,792            | 0,608            |
| 207              | Galvão                       | 0,708            | 0,704            | 0,815            | 0,618            |
| 207              | Ibicaré                      | 0,708            | 0,734            | 0,826            | 0,586            |
| 207              | Itaiópolis                   | 0,708            | 0,700            | 0,836            | 0,606            |
| 207              | Mirim Doce                   | 0,708            | 0,683            | 0,821            | 0,633            |
| 213              | Irati                        | 0,707            | 0,694            | 0,836            | 0,609            |
| 213              | Sul Brasil                   | 0,707            | 0,713            | 0,832            | 0,595            |
| 215              | Dionísio Cerqueira           | 0,706            | 0,703            | 0,820            | 0,610            |
| 215              | Novo Horizonte               | 0,706            | 0,700            | 0,846            | 0,594            |
| 215              | Princesa                     | 0,706            | 0,701            | 0,820            | 0,611            |
| 215              | Três Barras                  | 0,706            | 0,677            | 0,814            | 0,639            |
| 219              | Belmonte                     | 0,705            | 0,699            | 0,820            | 0,611            |
| 219              | Santa Rosa do Sul            | 0,705            | 0,702            | 0,806            | 0,618            |
| 219              | União do Oeste               | 0,705            | 0,703            | 0,823            | 0,606            |
| 222              | Chapadão do Lageado          | 0,704            | 0,680            | 0,833            | 0,616            |
| 222              | Lontras                      | 0,704            | 0,735            | 0,820            | 0,579            |
| 222              | Palma Sola                   | 0,704            | 0,700            | 0,800            | 0,622            |
| 222              | Papanduva                    | 0,704            | 0,691            | 0,836            | 0,603            |
| 226              | Araquari                     | 0,703            | 0,696            | 0,830            | 0,602            |
| 227              | Correia Pinto                | 0,702            | 0,701            | 0,804            | 0,614            |
| 228              | Barra Bonita                 | 0,701            | 0,692            | 0,830            | 0,599            |
| 228              | Morro Grande                 | 0,701            | 0,742            | 0,847            | 0,548            |
| 230              | Paraíso                      | 0,700            | 0,728            | 0,833            | 0,565            |
| 230              | Sangão                       | 0,700            | 0,725            | 0,853            | 0,554            |
| 230              | Vidal Ramos                  | 0,700            | 0,728            | 0,802            | 0,588            |
| IDH-M médio      |                              |                  |                  |                  |                  |
| 233              | Anchieta                     | 0,699            | 0,703            | 0,800            | 0,608            |
| 233              | Bom Retiro                   | 0,699            | 0,704            | 0,869            | 0,559            |
| 233              | Irineópolis                  | 0,699            | 0,720            | 0,836            | 0,567            |
| 233              | Urupema                      | 0,699            | 0,667            | 0,823            | 0,622            |
| 237              | Água Doce                    | 0,698            | 0,724            | 0,820            | 0,574            |
| 237              | Major Gercino                | 0,698            | 0,738            | 0,818            | 0,563            |
| 237              | Santa Cecília                | 0,698            | 0,697            | 0,819            | 0,597            |
| 240              | Canelinha                    | 0,697            | 0,723            | 0,865            | 0,542            |
| 240              | Rio das Antas                | 0,697            | 0,727            | 0,820            | 0,569            |
| 242              | Abelardo Luz                 | 0,696            | 0,684            | 0,852            | 0,578            |
| 242              | Bom Jardim da Serra          | 0,696            | 0,710            | 0,835            | 0,568            |
| 242              | Coronel Martins              | 0,696            | 0,678            | 0,816            | 0,609            |
| 245              | Ouro Verde                   | 0,695            | 0,696            | 0,790            | 0,611            |
| 245              | São João do Sul              | 0,695            | 0,682            | 0,840            | 0,587            |
| 247              | Abdon Batista                | 0,694            | 0,660            | 0,841            | 0,625            |
| 247              | José Boiteux                 | 0,694            | 0,689            | 0,841            | 0,578            |
| 247              | Urubici                      | 0,694            | 0,722            | 0,823            | 0,562            |
| 250              | Ponte Serrada                | 0,693            | 0,690            | 0,790            | 0,610            |
| 251              | Romelândia                   | 0,692            | 0,738            | 0,800            | 0,561            |
| 252              | Caxambu do Sul               | 0,691            | 0,725            | 0,870            | 0,523            |
| 253              | Campo Erê                    | 0,690            | 0,702            | 0,787            | 0,595            |
| 253              | Major Vieira                 | 0,690            | 0,653            | 0,817            | 0,617            |
| 255              | Ponte Alta do Norte          | 0,689            | 0,661            | 0,819            | 0,605            |
| 256              | Anita Garibaldi              | 0,688            | 0,667            | 0,826            | 0,592            |
| 257              | Angelina                     | 0,687            | 0,699            | 0,797            | 0,581            |
| 257              | São Joaquim                  | 0,687            | 0,705            | 0,817            | 0,562            |
| 259              | Leoberto Leal                | 0,686            | 0,740            | 0,818            | 0,533            |
| 259              | Vargeão                      | 0,686            | 0,708            | 0,827            | 0,551            |
| 261              | Frei Rogério                 | 0,682            | 0,664            | 0,812            | 0,588            |
| 261              | Santa Terezinha do Progresso | 0,682            | 0,686            | 0,791            | 0,585            |
| 263              | São Bernardino               | 0,677            | 0,653            | 0,822            | 0,577            |
| 264              | Bela Vista do Toldo          | 0,675            | 0,624            | 0,826            | 0,598            |
| 264              | Monte Castelo                | 0,675            | 0,641            | 0,826            | 0,581            |
| 266              | Anitápolis                   | 0,674            | 0,699            | 0,836            | 0,524            |
| 267              | Ponte Alta                   | 0,673            | 0,666            | 0,804            | 0,568            |
| 267              | Vitor Meireles               | 0,673            | 0,694            | 0,841            | 0,522            |
| 269              | Bandeirante                  | 0,672            | 0,675            | 0,795            | 0,565            |
| 270              | Palmeira                     | 0,671            | 0,655            | 0,827            | 0,557            |
| 271              | Santa Terezinha              | 0,669            | 0,637            | 0,817            | 0,575            |
| 272              | Alfredo Wagner               | 0,668            | 0,702            | 0,882            | 0,481            |
| 273              | Imaruí                       | 0,667            | 0,670            | 0,834            | 0,530            |
| 274              | São Cristóvão do Sul         | 0,665            | 0,667            | 0,812            | 0,543            |
| 275              | Painel                       | 0,664            | 0,668            | 0,808            | 0,543            |
| 276              | Macieira                     | 0,662            | 0,675            | 0,806            | 0,533            |
| 277              | Brunópolis                   | 0,661            | 0,646            | 0,819            | 0,545            |
| 278              | Ipuaçu                       | 0,660            | 0,674            | 0,790            | 0,540            |
| 279              | Passos Maia                  | 0,659            | 0,648            | 0,808            | 0,547            |
| 279              | Timbó Grande                 | 0,659            | 0,634            | 0,798            | 0,565            |
| 281              | Entre Rios                   | 0,657            | 0,638            | 0,808            | 0,550            |
| 281              | Matos Costa                  | 0,657            | 0,630            | 0,831            | 0,541            |
| 283              | Capão Alto                   | 0,654            | 0,680            | 0,796            | 0,516            |
| 283              | Saltinho                     | 0,654            | 0,639            | 0,795            | 0,551            |
| 285              | Rio Rufino                   | 0,653            | 0,652            | 0,806            | 0,530            |
| 286              | Lebon Régis                  | 0,649            | 0,632            | 0,806            | 0,537            |
| 287              | Bocaina do Sul               | 0,647            | 0,642            | 0,768            | 0,549            |
| 288              | Monte Carlo                  | 0,643            | 0,648            | 0,804            | 0,511            |
| 289              | Campo Belo do Sul            | 0,641            | 0,648            | 0,768            | 0,528            |
| 290              | São José do Cerrito          | 0,636            | 0,618            | 0,827            | 0,503            |
| 291              | Vargem                       | 0,629            | 0,636            | 0,790            | 0,495            |
| 292              | Calmon                       | 0,622            | 0,618            | 0,779            | 0,500            |
| 293              | Cerro Negro                  | 0,621            | 0,634            | 0,829            | 0,455            |